# Lijst van voetbalinterlands Lesotho - Seychellen
Deze lijst van voetbalinterlands is een overzicht van alle officiële voetbalwedstrijden tussen de nationale teams van Lesotho en de Seychellen. De Zuidelijk Afrikaanse landen hebben tot op heden vijf keer tegen elkaar gespeeld. De eerste wedstrijd, een kwalificatiewedstrijd voor de Afrika Cup 2017, vond plaats in Victoria op 26 maart 2016. Het laatste duel, een groepswedstrijd tijdens de COSAFA Cup 2024, werd gespeeld op 28 juni 2024 in Port Elizabeth (Zuid-Afrika).

## Wedstrijden
| № | Plaats         | Datum         | Competitie                   | Wedstrijd            | Uitslag |
| - | -------------- | ------------- | ---------------------------- | -------------------- | ------- |
| 1 | Victoria       | 26 maart 2016 | Afrika Cup 2017 kwalificatie | Seychellen − Lesotho | 2 − 0   |
| 2 | Maseru         | 29 maart 2016 | Afrika Cup 2017 kwalificatie | Lesotho − Seychellen | 2 − 1   |
| 3 | Saint Pierre   | 23 maart 2022 | Afrika Cup 2023 kwalificatie | Seychellen − Lesotho | 0 − 0   |
| 4 | Soweto         | 27 maart 2022 | Afrika Cup 2023 kwalificatie | Lesotho − Seychellen | 3 − 1   |
| 5 | Port Elizabeth | 28 juni 2024  | COSAFA Cup 2024              | Lesotho − Seychellen | 1 − 1   |

## Samenvatting
| Competitie              | Totaal gespeeld | Winst Lesotho | Gelijk | Winst Seychellen | Doelsaldo Lesotho – Seychellen |
| ----------------------- | --------------- | ------------- | ------ | ---------------- | ------------------------------ |
| Afrika Cup-kwalificatie | 4               | 2             | 1      | 1                | 5 − 4                          |
| COSAFA Cup              | 1               | 0             | 1      | 0                | 1 − 1                          |
| Totaal                  | 5               | 2             | 2      | 1                | 6 − 5                          |

LFA · 
Lesothaans vrouwenelftal
Interlands
Tegenstander:
Algerije ·
Angola ·
Benin ·
Botswana ·
Burkina Faso ·
Burundi ·
Centraal-Afrikaanse Republiek ·
Comoren ·
Congo-Kinshasa ·
Ethiopië ·
Gabon ·
Gambia ·
Ghana ·
Guinee ·
Ivoorkust ·
Kaapverdië ·
Kameroen ·
Kenia ·
Laos ·
Liberia ·
Libië ·
Madagaskar ·
Malawi ·
Maleisië ·
Marokko ·
Mauritanië ·
Mauritius ·
Mozambique ·
Myanmar ·
Namibië ·
Niger ·
Nigeria ·
Oeganda ·
Rwanda ·
Sao Tomé en Principe ·
Senegal ·
Seychellen ·
Sierra Leone ·
Soedan ·
Swaziland ·
Tanzania ·
Togo ·
Zambia ·
Zimbabwe ·
Zuid-Afrika
SFF · A-internationals · Seychels vrouwenelftal
1980 - 1989 · 
1990 - 1999 · 
2000 – 2009 · 
2010 – 2019 ·
2020 − 2029
Algerije ·
Angola ·
Bangladesh ·
Botswana ·
Burkina Faso ·
Burundi ·
Comoren ·
Congo-Kinshasa ·
Eritrea ·
Ethiopië ·
Gabon ·
Gambia ·
Ivoorkust ·
Kenia ·
Lesotho ·
Libië ·
Madagaskar ·
Malawi ·
Malediven ·
Mali ·
Mauritius ·
Mozambique ·
Namibië ·
Nigeria ·
Oeganda ·
Palestina ·
Rwanda ·
San Marino ·
Sierra Leone ·
Soedan ·
Sri Lanka ·
Swaziland ·
Tanzania ·
Tunesië ·
Zambia ·
Zimbabwe ·
Zuid-Afrika ·
Zuid-Soedan